# برآفتاب کاشکلی
برآفتاب کاشکلی، روستایی از توابع بخش مرکزی شهرستان ایذه در استان خوزستان ایران است.

## جمعیت
این روستا در دهستان پیان قرار دارد و بر اساس سرشماری مرکز آمار ایران در سال ۱۳۸۵، جمعیت آن ۸۷۳ نفر (۱۵۸خانوار) بوده‌است.مردم این روستا بختیاری واز طایفه کورکور ایل زراسوند میباشند وبه زبان بختیاری صحبت میکنند.